# Velvet Revolver
Velvet Revolver byla rocková superskupina, kterou tvořili tři bývalí členové Guns N' Roses (Slash, Duff McKagan a Matt Sorum), bývalý zpěvák Stone Temple Pilots Scott Weiland a Dave Kushner, bývalý člen skupiny Wasted Youth.

## Historie skupiny
Velvet Revolver byl založen třemi bývalými členy Guns N' Roses, Slashem, Duffem McKaganem a Mattem Sorumem, kteří se sešli na benefičním koncertu, který organizoval v roce 2002 hudebník Randy Castillo. Rozhodli se založit společně novou skupinu. Poté, co Izzy Stradlin odmítl jejich nabídku stát se členem, skupina se spojila s Davem Kushnerem, který předtím hrál ve skupině Wasted Youth.
Čtveřice poté začala hledat zpěváka. Mnoho uchazečů, mezi nimi například Todd Kerns, Josh Tedd, Kelly Shaefer neuspělo. Scott Weiland, který se již předtím znal s některými členy skupiny se nabídl jako možný zpěvák a skupina jej přijala. Slash navrhl pro skupinu název „Revolver“ a Weiland chtěl přidat ještě „Black Velvet“. To bylo ovšem zamítnuto, neboť se návrh podobal jménu bývalé Weilandovy skupiny „Stone Temple Pilots“, takže navrhované jméno bylo zkráceno na „Velvet Revolver“.
Svou první píseň, „Set Me Free“, nahrála skupina pro soundtrack k filmu Hulk v roce 2003. Své první vystoupení absolvovala skupina v červnu 2003 v El Rey v Kalifornii. Své první album, Contraband, nahrávali členové v následujících měsících roku 2003. Nahrávání ale komplikovaly Weilandovy předvolání k soudu kvůli obviněním týkajících se držení drog a následný rozsudek k podstoupení léčby.
Album Contraband bylo vydáno v červnu 2004 a dostalo se až na první místo amerického žebříčku. Do srpna 2005 se prodaly ve Spojených státech přibližně dva miliony kopií. Skupina uskutečnila světové turné, při kterém koncertovala ve Spojených státech, Evropě, Japonsku a Austrálii. Účastnila se také turné skupiny Black Sabbath jako její předkapela. Během tohoto turné vystoupila skupina v červnu 2005 i v Praze.
Velvet Revolver se představil i na Live 8, kde zahrál tři písně „Do It For the Kids“, „Fall to Pieces“ a „Slither“. Na DVD z tohoto koncertu je ovšem obsažena jen „Fall to Pieces“.
Během roku 2005 bylo oznámeno, že skupina nahrává své druhé album, které mělo původně vyjít na jaře 2006 pod jménem Libertad. Album nakonec vyšlo v létě 2007 a předcházelo mu EP Melody and the Tyranny vydané v limitovaném počtu 5000 kopií.

## Bývalí členové
- Slash – Kytara
- Dave Kushner – Kytara
- Duff McKagan – Basová kytara
- Matt Sorum – Bicí

- Scott Weiland – Zpěv, klávesy (zemřel: 2015)

## Diskografie

### Alba
- Contraband 8. června 2004 #1 (U.S., 2x Platinové), (Kanada, 2x Platinové)
- Libertad 3. července 2007 #5

| Rok  | Jméno      | Umístění          | Umístění       | Umístění              | Umístění             |
| ---- | ---------- | ----------------- | -------------- | --------------------- | -------------------- |
| Rok  | Jméno      | Billboard Top 100 | UK Album Chart | ARIA Australia Charts | Canadian Album Chart |
| 2004 | Contraband | 1                 | 11             | 2                     | 1                    |
| 2007 | Libertad   | 5                 | 6              | 10                    | 2                    |

### Singly
| Rok  | Jméno                       | Umístění     | Umístění         | Umístění             | Umístění         | Album                       |
| ---- | --------------------------- | ------------ | ---------------- | -------------------- | ---------------- | --------------------------- |
| Rok  | Jméno                       | U.S. Hot 100 | U.S. Modern Rock | U.S. Mainstream Rock | UK Singles Chart | Album                       |
| 2003 | "Set Me Free"               | -            | 32               | 17                   | -                | Hulk soundtrack, Contraband |
| 2004 | "Slither"                   | 56           | 1 (4 týdny)      | 1 (9 týdnů)          | 35               | Contraband                  |
| 2004 | "Fall to Pieces"            | 67           | 2                | 1 (11 týdnů)         | 32               | Contraband                  |
| 2005 | "Dirty Little Thing"        | -            | 18               | 8                    | -                | Contraband                  |
| 2005 | "Come on, Come in"          | -            | -                | 14                   | -                | Fantastic Four soundtrack   |
| 2007 | "She Builds Quick Machines" | 104          | 14               | 2                    | -                | Libertad                    |
| 2007 | "The Last Fight"            | -            | -                | -                    | -                | Libertad                    |

### EP
- Melody and the Tyranny 6. června 2007 (EP vydáno pouze v 5,000 kopiích v Evropě)

## Galerie

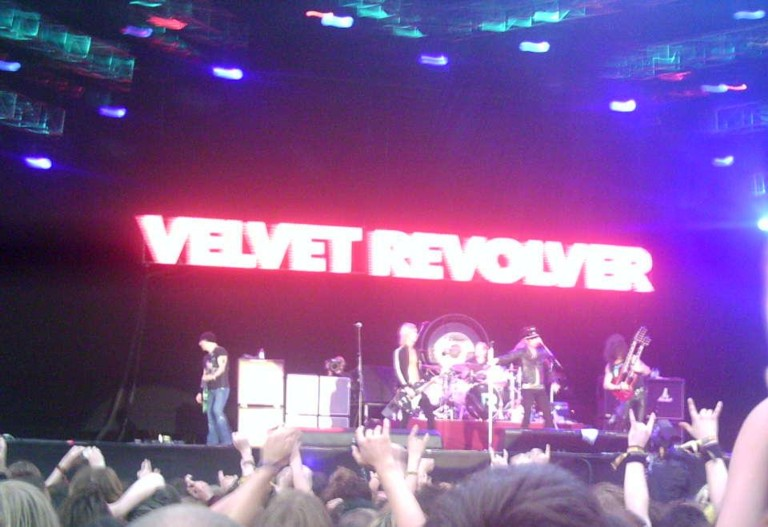
Download Festival, Anglie, 2005
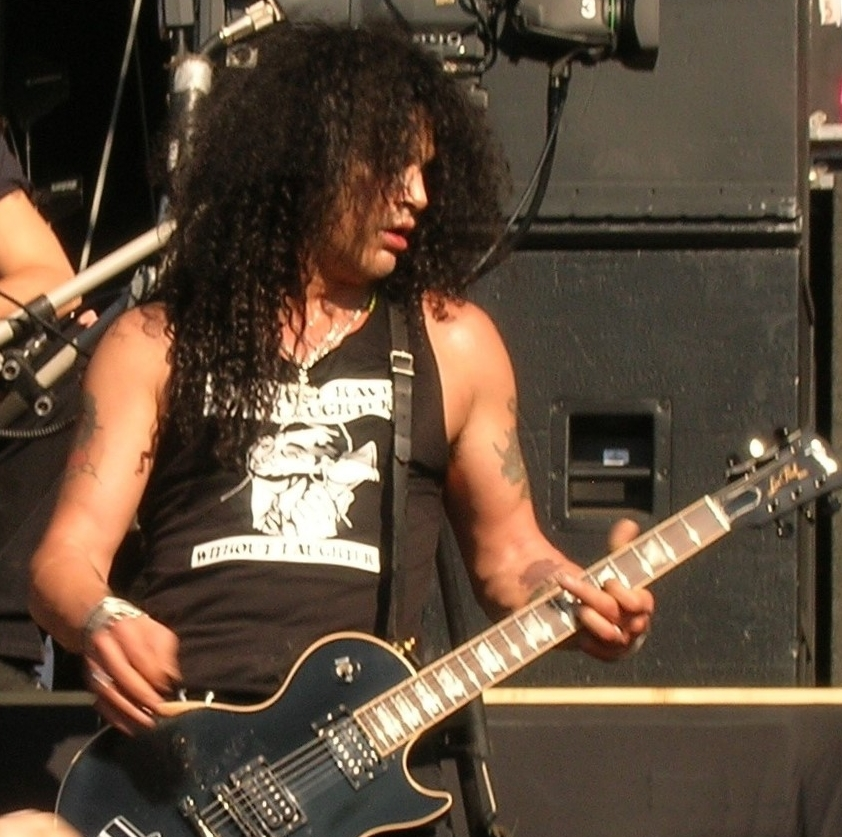
Slash
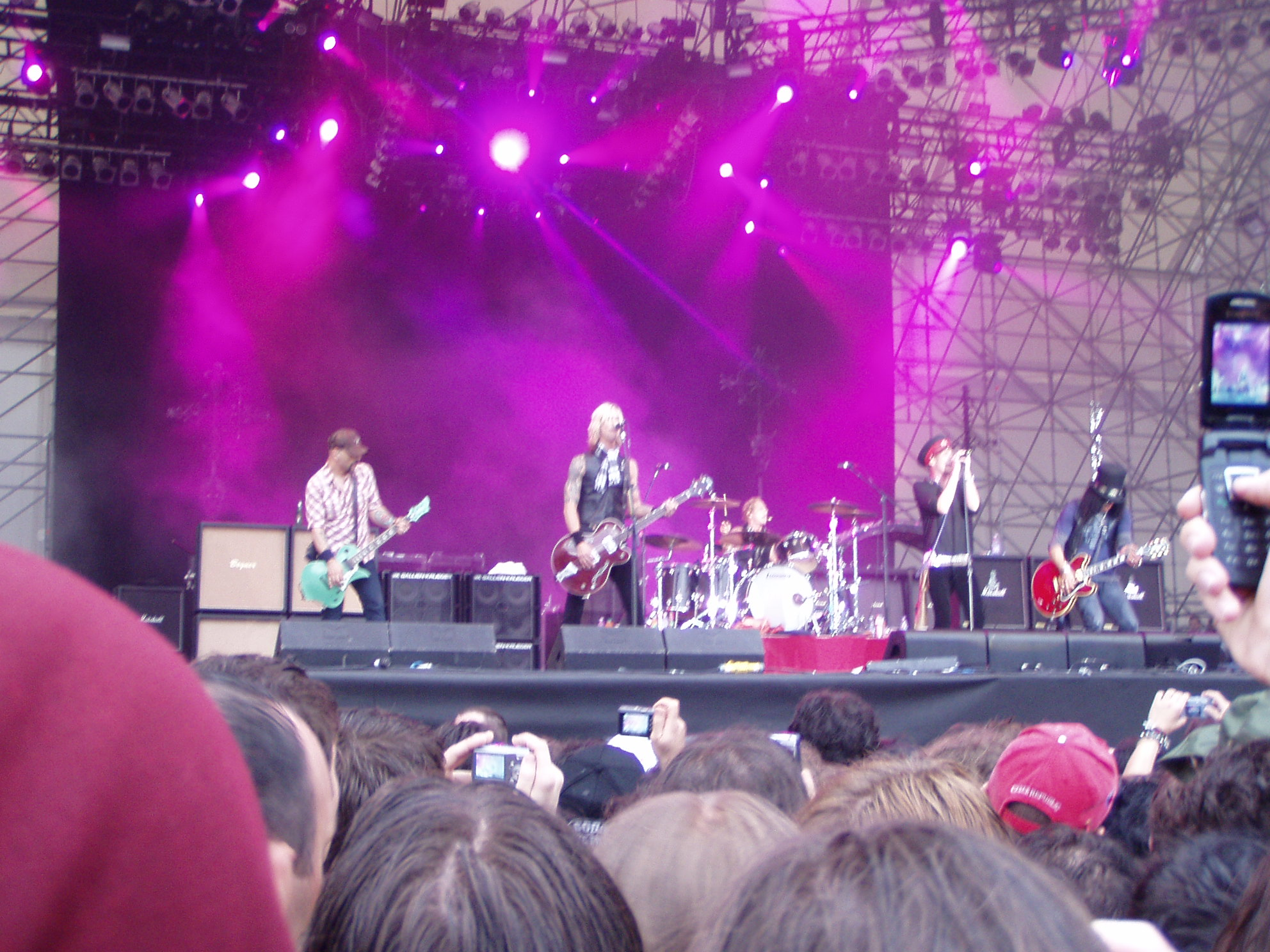
Gods of Metal 2007
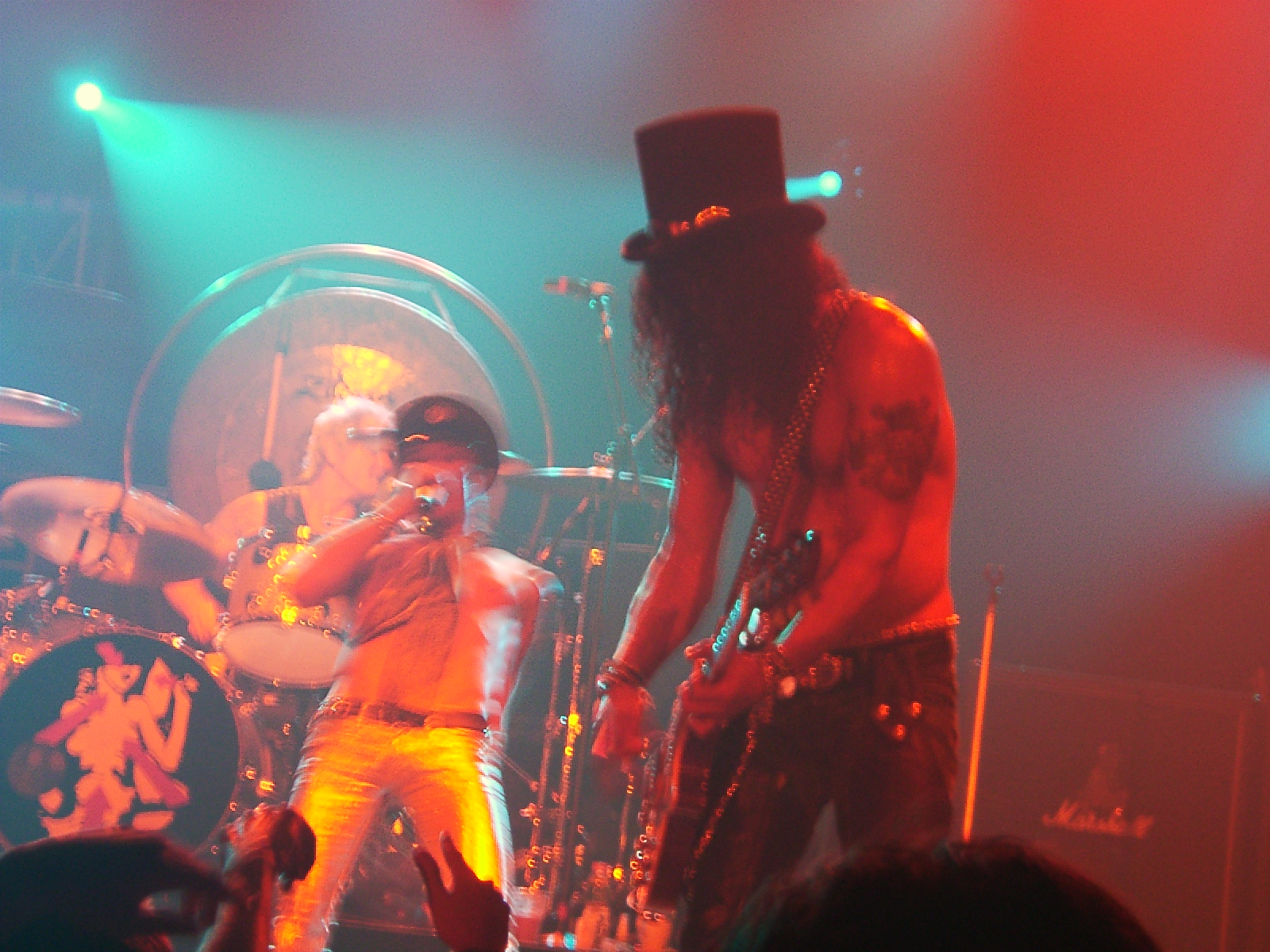
Stockholm 2004